# Костная мука

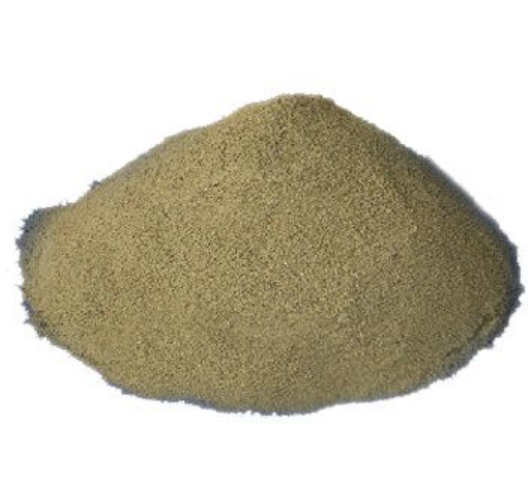
Костная мука

Костная мука (костяная мука) — продукт переработки костей домашних животных, используют как фосфорное удобрение (содержит 29—34 % Р2О5).
Применяют для кадочных культур (цитрусовые, лавровишня) и растений открытого грунта. Считается медленно действующим удобрением.
Костная мука состоит из органических (жир и клей — 26-30 %) и минеральных (преимущественно Ca3(PO4)2 — 58-62 %) веществ. Обезжиренная костная мука содержит до 21 % фосфорной кислоты и до 4 % азота, обесклееная костная мука (отход клеевых заводов) содержит около 30 % фосфорной кислоты и до 1,5 % азота.
При горшечно-кадочной культуре костную муку вносят из расчёта: 1 часть муки на 100 частей земли. Удобрительную поливку готовят из расчёта: 1 кг муки на 20 л горячей воды. Раствор перемешивают 2-3 раза в день. Через неделю жидкость отфильтровывают, разбавляют 380 литрами воды и применяют для поливки.
Костная мука также может использоваться как богатая кальцием кормовая добавка для сельскохозяйственных и домашних животных.